# 軒猿
軒猿或軒猿眾、為忍者眾之一，是日本戰國時代，仕奉戰國大名長尾景虎(後來的上杉謙信)的忍者眾，另有「猿忍」( 擔猿 ) 的稱呼( けんえん ; 發音:Kenen )，在越後國(今新潟縣)及越中國(今富山縣)等地又有鄉導、鄉談、間士、聞者役等稱呼。來源已經無可考，傳於女皇推古時代，授遁甲術予村民為弟子。而部分在沿海的柏崎住下，另一部分則前往了北越後的燒山捕獵為生。根據忍術書《萬川集海》所載，軒猿的名字是出自中國神話中的黄帝軒轅氏。
這些「猿忍」熟悉山地地形，常偽裝成商人、山伏、僧侶潛入各國蒐集情報。與眾多武田忍者集團，目的只為套取情報不同，上杉謙信只設「猿忍」一個諜報機構，但絲毫不遜於「三者」、「步巫女」、「富士禦師」。軒猿忍者以戰場先遣隊為主要工作，先遣隊的意思就是擊殺敵軍忍者，為自己軍隊肅清耳目，保證部隊安全。
其出色活躍於甲信越一帶，在攻打神保氏時，誅除了神保家城外的忍者，越後軍得以拿下富山城。
在永祿三年（1560年），上杉謙信進出關東之際，北條家派來的「風魔忍者」波多野治右衛門、當麻兵四郎被上杉的「猿忍」生擒。
川中島大戰中，武田方的十七名忍者也落入「猿忍」的手中；在第四次川中島會戰，斬殺了多名武田忍者，甚至勘破山本勘助的陣型「啄木鳥戰法」，令上杉謙信備妥「車懸戰法」應敵，令武田軍在毫無通報下，被突然到來的越後軍重創。
武田信玄臨終前立有遺囑，死後三年密不發喪，而信玄死後僅過了十三天，上杉謙信就已獲悉其死訊。在這些奇強之士眼中，北越七國的領地界線好似形同虛設，不僅如此，西到薩摩、南到日向、北到陸奧，無處不閃現著他們的身影。
為石動山的密教組織提供支持的上杉謙信雖身在春日山城，但北越七國及關東、近畿、乃至日本全國各地形勢的情報無不在其掌握之中。據傳現代富士山中的一些藥行商人就是那些「軒猿」的後代。
甲、信、越、武四州自古以來就是「山窩」（山中游民）的巢穴，「山窩」是密教真言宗行基上人所創的的信徒，他們以『山伏兵法』作集體防禦，並且還擁有「物見」、「國見」、「樹蔭」等諜報組織。無論是「亂波」、「透波」還是「軒猿」，追本溯源皆源於這個山岳集團。這些山民居無定所，在深山或河邊搭帳篷過著原始的生活，足跡遍及全國各地，利用天然的地理條件，發展形成了幫派式的秘密組織。他們在生活上遵行傳統的習俗和嚴格的幫規，以物易物方式 ; 編制竹器換取米、鹽等生活物資，有時也襲擊民家，劫掠錢財。 